# Problema della schiavitù e della discriminazione razziale nella rivoluzione francese
La rivoluzione francese abolì la discriminazione razziale e la schiavitù nelle colonie rispettivamente il 28 marzo del 1792 e il 4 febbraio del 1794. La Francia rivoluzionaria fu il primo Stato al mondo ad abolire completamente la tratta degli schiavi e l'istituto della schiavitù.
Erano conseguenze della Dichiarazione dei Diritti dell'Uomo e del Cittadino, ma il percorso per giungervi non fu semplice. A ciò si opponevano interessi consolidati ed influenti, che finiranno per prevalere di nuovo durante il consolato di Napoleone (10 maggio 1802: ripristino della schiavitù).
La serie delle posizioni che emersero su questi argomenti nel dibattito e nell'attività legislativa francese degli anni della rivoluzione non si comprende senza alcune notizie essenziali sulle colonie e sugli eventi che si svolsero in esse.
L'abolizione definitiva della schiavitù nelle colonie avvenne con la rivoluzione francese del 1848.

## Le colonie francesi
All'epoca della rivoluzione la Francia possedeva diverse colonie. Tra queste erano particolarmente importanti i possedimenti nelle Antille: le isole della Martinica e della Guadalupa e soprattutto Saint-Domingue (l'attuale Haiti), parte occidentale della grande isola di Hispaniola (la parte orientale dell'isola era possedimento spagnolo).

## Il caso di Saint-Domingue
La parte spagnola e quella francese dell'isola corrispondevano rispettivamente agli attuali territori della Repubblica Dominicana e di Haiti. D'ora in avanti chiameremo, secondo la denominazione dell'epoca, Saint-Domingue la colonia francese, alla quale si riferisce la maggior parte della presente esposizione. Quanto all'importanza della colonia francese di Saint-Domingue, si calcola che con quest'isola si svolgessero i due terzi circa dei traffici marittimi francesi. Era considerata la più ricca colonia dell'epoca.
Questo spiega l'accanimento delle lotte che si svolsero attorno ad essa (continui tafferugli di frontiera con le truppe spagnole, spedizioni corsare dalla vicina Giamaica, scontro tra la Francia rivoluzionaria e le coalizioni antifrancesi, spedizione di Napoleone Bonaparte nel 1801).
In quest'ultima colonia era presente una popolazione di oltre mezzo milione di abitanti, suddivisi come segue:
- 500.000 schiavi neri, sfruttati nelle piantagioni di canna da zucchero, caffè, indaco, cotone e cacao.
- 28.000 tra mulatti e schiavi neri affrancati,
- 30.000 bianchi, in maggior parte di origine francese.

La tratta era consentita e annualmente erano venduti nell'isola decine di migliaia di schiavi, fino a toccare il picco di quasi 40.000 alla vigilia della rivoluzione.
Lo schema della stratificazione sociale e razziale nelle colonie francesi era il seguente:
- al vertice stava il gruppo dei planteurs, i proprietari bianchi delle piantagioni (alcuni tra i più ricchi, però, risiedevo in Francia e gestivano le terre tramite amministratori),
- seguito dai bianchi poveri (petits blancs), appartenenti alla classe medio-bassa; il loro orgoglio di razza, alimentato anche da risentimento e invidia, li rendeva ostili ai
- mulatti (gens de coleur). Figli o discendenti di proprietari bianchi e delle loro schiave, erano di solito superiori ai “petits blancs” in ricchezza e istruzione. Subivano, però, una serie di discriminazioni (per es. in termini di esclusione dalle cariche pubbliche e da determinate professioni). Parecchi di loro erano proprietari di terre e di schiavi.
- Era presente anche un ristretto numero di ex schiavi neri che avevano a vario titolo ottenuto la libertà.
- Alla base c'era la stragrande maggioranza della popolazione nera, in condizioni durissime di schiavitù.

## Una società violenta
Nella società coloniale erano presenti, tra i grandi piantatori, tendenze indipendentiste. Le colonie erano infatti legate alla madrepatria da vincoli commerciali molto rigidi: non potevano vendere i loro prodotti, né acquistare liberamente manufatti su mercati diversi da quello francese. Per certi versi la situazione era simile a quella delle colonie del Nord America alla vigilia della guerra di indipendenza.
Il peso dell'economia schiavistica nella vita delle colonie francesi era, però, molto superiore che nel Nord America (dove pure era rilevante). La proporzione tra il numero dei liberi e degli schiavi che si ricava dai dati sopra riportati è significativa.
Si trattava di una società caratterizzata da un immenso ammontare di violenza, a partire dalla tratta fino alle condizioni di lavoro degli schiavi ed alla disciplina imposta loro tramite punizioni (frustate, mutilazioni…) di impressionante brutalità.
Per un padrone che voleva infliggere una punizione esemplare, la vita di uno schiavo valeva molto poco.
In conseguenza di ciò i gruppi sociali dominanti nelle colonie non erano disposti ad accettare passivamente gli ordini provenienti dai molti legislatori che si succedettero negli anni della Rivoluzione; e inizialmente fu soprattutto il ceto dei "piantatori” a rivendicare la gestione autonoma degli affari interni alle colonie.
La rivoluzione francese si realizzò come clima di continua innovazione politica e legislativa, di possibilità aperte e di incertezze. Ciò acuì le conflittualità proprie della società coloniale. È comprensibile che nelle colonie esplodessero scontri difficilmente gestibili dalla madrepatria, ma capaci di influenzarne le scelte legislative.

## Abolizionisti e schiavisti
Alla vigilia della Rivoluzione erano attive in Francia due associazioni che esprimevano vedute e interessi opposti riguardo alla schiavitù nelle colonie.
- La Société des Amis des Noirs, fondata nel febbraio 1788, contava tra i suoi aderenti l'abbé Grégoire, La Fayette, Mirabeau, Sonthonax, Brissot e il Marchese di Condorcet.

Si proponevano come scopo ultimo l'abolizione della schiavitù, ma ritenevano che si dovesse procedere per gradi: prima dell'emancipazione prospettavano un miglioramento delle condizioni di vita degli schiavi, che li avrebbe dovuti preparare all'ingresso da liberi nella società civile. Lo scopo più immediato era l'abolizione della tratta.
Nemici della tratta e dello schiavismo, gli Amis des Noirs non erano, però, contrari al possesso di colonie.
Per un chiarimento sulle loro posizioni vedi anche il passo dalle Memorie di Grégoire riportato più avanti.
- Sul versante opposto agiva una lobby schiavista, i cui esponenti si riunivano all'Hotel Massiac. Era guidata da Moreau de Saint-Méry, un piantatore della Martinica, e contava tra i suoi sostenitori politici soprattutto Barnave (esponente di spicco dell'Assemblea Nazionale Costituente e fondatore del Club dei foglianti).

## I fase: l'abolizione della discriminazione razziale

### L'Assemblea Nazionale Costituente (9 luglio 1789 – 30 settembre 1791)
I rappresentanti schiavisti delle colonie parteciparono al Giuramento della Pallacorda.
La Dichiarazione dei Diritti dell'Uomo e del Cittadino, nel suo carattere universalistico, avrebbe dovuto implicare l'abolizione della schiavitù e di ogni differenza basata sulla razza, ma in realtà il processo con cui se ne trassero le conseguenze fu accidentato e combattuto.
Il problema dell'uguaglianza di tutti gli uomini liberi e quello dell'abolizione della schiavitù furono affrontati in fasi successive della Rivoluzione.
Per gli abolizionisti la soluzione della prima delle due questioni avrebbe aperto la strada per affrontare con successo la seconda, ma in effetti si trattava di due istanze distinte.
Proclamare l'eguaglianza dei diritti civili per i non-bianchi liberi non avrebbe cambiato la struttura schiavistica della società coloniale, anzi – da un certo lato – avrebbe potuto renderla più sicura e stabile, rinforzando e compattando lo strato intermedio di liberi interessati al mantenimento dello status quo.
D'altro canto, però, l'affermazione di diritti per i cittadini liberi di colore o neri avrebbe messo in questione quella separazione razziale sulla quale si fondava la presunta “legittimazione” della schiavitù.
L'atteggiamento della lobby schiavista si chiarì gradualmente: inizialmente non si oppose alla proclamazione dei diritti di tutti gli uomini liberi, pur avversando l'esplicita menzione della parità delle razze nella legislazione; nel corso del dibattito successivo giunse – però – ad enunciare apertamente il principio della disparità delle razze e il rifiuto dell'uguaglianza per i liberi di colore.
Un decreto che stabiliva l'eguaglianza dei diritti dei cittadini (ossia dei “liberi”) senza menzionare le differenze di razza venne inviato alle colonie in data 8 marzo 1790.
I piantatori riuscirono, però, ad ottenere, su iniziativa di Barnave, l'attribuzione alle colonie dell'autonomia legislativa.
Le assemblee coloniali decretarono, di conseguenza, la restrizione dei diritti politici alla sola popolazione bianca.

I liberi di colore reagirono: costituitisi in una Société des Colons americains, inviarono una delegazione all'Assemblea. Il loro rappresentante Joly si espresse come segue: 
Seguì la prova di forza di Vincent Ogé, un giovane e facoltoso proprietario di colore, che aveva fatto parte della delegazione. Rientrato a Saint-Domingue, aveva costituito una banda armata e cercato di imporre all'Assemblea Coloniale il decreto dell'8 marzo. Venne sconfitto, catturato e condannato a morte (ottobre 1790); la condanna venne eseguita, per di più, in modo oltraggioso e crudele (supplizio della ruota e squartamento).
Il caso Ogé suscitò indignazione a Parigi e ne seguì un nuovo dibattito alla Costituente sulla discriminante razziale (7-15 maggio 1791). Lo scontro ebbe come protagonisti da una parte Moreau de Saint-Méry, Barnave e l'abbé Maury (sostenitori della restrizione dei diritti politici su basi razziali) e dall'altra l'abbé Grégoire, Pétion e Robespierre (contrari).
La soluzione (15 maggio 1791) fu un compromesso deludente: si affermò che i diritti politici sarebbe spettati, tra gli uomini di colore, solo a quelli nati da entrambi genitori liberi – ma in tale condizione si trovava appena il 6% dei soggetti potenzialmente interessati.
Nuovi malcontenti ed agitazioni nelle colonie: i liberi di colore si sentirono umiliati, ma anche la massima parte dei bianchi non accettò la (pur limitatissima) equiparazione, e ne seguirono disordini.
A questo punto, però, accadde un evento di ben maggiori dimensioni. Il 21 agosto 1791, a Saint-Domingue, scoppiò una rivolta di schiavi che dilagò con violenza nelle piantagioni del Nord dell'isola. Si calcolano in più di un migliaio, solo per questa prima fase, le vittime tra i piantatori bianchi e le loro famiglie.
Prendendo spunto da ciò, il 24 settembre 1791, Barnave riprese la difesa della discriminazione razziale, e riuscì a far approvare alla Costituente un decreto che demandava nuovamente alle assemblee coloniali la questione dello statuto degli uomini di colore, annullando così anche il compromesso del 15 maggio.

### L'Assemblea nazionale legislativa (1º ottobre 1791 – 20 settembre 1792)
Nell'Assemblea nazionale legislativa cambiò finalmente l'orientamento sulla questione razziale. Soprattutto grazie alla battaglia ingaggiata da Brissot e dai girondini, il 28 marzo del 1792 venne decretato che «gli uomini di colore e i neri liberi devono godere, allo stesso titolo dei coloni bianchi, dell'eguaglianza dei diritti politici».
Per ottenere il consenso della maggioranza parlamentare i Girondini avevano dovuto ricorrere non tanto al principio dell'eguaglianza umana, quanto all'argomentazione di tipo utilitario già menzionata: una società come quella coloniale sarebbe stata più stabile e pacifica se fra la massa degli schiavi neri ed i proprietari bianchi si fosse consolidata la classe media dei liberi di colore.
Mirando all'abolizione della schiavitù avevano – in altre parole – dovuto far leva sulle paure e sugli interessi di chi voleva mantenerla. È facile capire come i recenti drammatici eventi potessero rendere efficace tale argomentazione.
La situazione nelle colonie rimaneva instabile.

La rivolta degli schiavi era stata contenuta, ma non sedata: le truppe inviate dalla Francia non erano in numero sufficiente per affrontare una simile situazione, e la campagna della parte settentrionale di Saint-Domingue era sotto il controllo dei ribelli. I rapporti fra le diverse componenti della popolazione libera (bianca e di colore) erano oscillanti, ma infine prevaleva la consueta inimicizia.
A questo punto l'Assemblea nazionale legislativa prese la decisione di inviare a Saint-Domingue, con delle truppe, una commissione che avrebbe dovuto:
- imporre l'attuazione del decreto del 28 marzo ai bianchi riluttanti,
- sedare la rivolta degli schiavi,
- bloccare le tendenze indipendentiste dei coloni.

Era a capo della commissione L.-F. Sonthonax, proveniente dall'ambiente girondino e vicino alle posizioni degli Amis des Noirs. Giunse nell'isola il 18 settembre 1792.

## II fase: l'abolizione della schiavitù

### La Convenzione Nazionale (21 settembre 1792 – 26 ottobre 1795)
Nel frattempo era stata dichiarata decaduta la Monarchia ed eletta la Convenzione Nazionale. Il fallimento del compromesso monarchico costituzionale aveva messo fuori gioco i gruppi moderati ed era dominante nella nuova assemblea la propensione a portare i princìpi rivoluzionari alle loro più radicali conseguenze.
L'abolizione immediata dello schiavismo era uno dei punti programmatici della politica coloniale di Robespierre e del Club dei Giacobini fino dal 1789
Nella fase repubblicana della Rivoluzione verrà, perciò, affrettato anche il processo di abolizione della schiavitù. Le motivazioni della svolta consistono però – come si vedrà – in una mescolanza di affermazioni di principio e di casuali accelerazioni dovute alla piega presa dall'intreccio degli eventi.
Sonthonax era prossimo ad ottenere i risultati per i quali era stato inviato, compresa la resa degli schiavi ribelli, quando la situazione si complicò nuovamente: con la dichiarazione di guerra alla Francia da parte di Inghilterra (febbraio 1793) e Spagna, le colonie (e soprattutto Saint-Domingue) divennero uno dei fronti di guerra con le due potenze nemiche.
Gli spagnoli fornirono agli schiavi in rivolta armi e appoggio logistico nella parte dell'isola da loro controllata. Gli inglesi erano in contatto con i coloni bianchi e si accordavano con loro per trasformare Saint-Domingue in colonia inglese. Un attacco straniero era da considerare imminente e non era possibile ricevere rinforzi da oltreoceano.
A questo punto Sonthonax comprese che l'unica mossa possibile era quella di guadagnare alla causa francese l'appoggio degli schiavi. Unilateralmente, il 23 agosto 1793, proclamò la liberazione di tutti gli schiavi haitiani.
(B.Corbett)
Il successo non fu immediato: i capi degli schiavi ribelli continuarono a preferire l'appoggio spagnolo e a diffidare dei francesi (sebbene fosse evidente che gli spagnoli non avevano la minima intenzione di fare concessioni agli schiavi nella loro parte dell'isola). Sonthonax doveva ancora attendere.
Che cosa accadeva, nel mentre, a Parigi?
Circa un mese prima del proclama di Sonthonax, la convenzione nazionale, con un decreto che aboliva i premi sulla tratta degli schiavi, ne stabiliva l’abolizione di fatto (27 luglio 1793).
A fine agosto, Sonthonax indisse l'elezione di tre rappresentanti della popolazione coloniale da inviare a Parigi, per sollecitare la ratifica dell'abolizione della schiavitù e la sua estensione a tutte le colonie francesi. La delegazione si presentò alla Convenzione il 3 febbraio del 1794. Era composta da Jean-Baptiste Belley (nero), Pierre Dufay (bianco) e J.-B. Mills (di colore).
Dopo i discorsi dei tre inviati, l'assemblea approvò finalmente, senza discussione, il decreto di abolizione della schiavitù in tutte le colonie francesi. Danton sottolineò il completamento, finalmente raggiunto, dell'universalità dei Diritti dell'Uomo: «Fino ad oggi avevamo decretato la libertà in modo egoistico, per noi soli; oggi proclamiamo la libertà universale» (4 febbraio 1794).

## III fase: Toussaint Louverture e l'indipendenza di Haiti. Napoleone Bonaparte e il ristabilimento della schiavitù nelle colonie

### Toussaint Louverture
Dalla rivolta degli schiavi di Saint-Domingue emerse una personalità di grande rilievo: François-Dominique-Toussaint [Bréda], che assunse il nome di Toussaint Louverture. L'importanza storica di Toussaint consiste soprattutto nell'aver saputo trasformare una rivolta di schiavi in una rivoluzione, in un progetto politico.

Toussaint Louverture raffigurato in una stampa popolare

Nato schiavo attorno al 1740, ma affrancato nel 1776, Toussaint si era unito alle file dei rivoltosi dell'agosto 1791: ben presto aveva acquistato su di loro un notevole ascendente, affiancando i capi della rivolta: Biassou e Jean-François, anch'essi ex schiavi. All'inizio del 1793 comandava una sua truppa.
In un primo tempo anche Toussaint accettò l'appoggio della Spagna, ma attorno al mese di maggio del 1794, dopo la ratifica da parte della Convenzione della liberazione degli schiavi, offrì il proprio aiuto alla Francia per respingere gli attacchi all'isola delle forze inglesi e spagnole.
Toussaint condusse con grande abilità la guerra contro gli spagnoli, che – sconfitti dai francesi in Europa – cedettero anche la parte orientale dell'isola (trattato del 22 luglio 1795). Toussaint ricevette il grado di generale di brigata. Uscita di scena la Spagna, le truppe di Biassou e di Jean-François si sbandarono e confluirono in gran parte sotto il comando di Toussaint.
I rapporti con l'amministrazione militare e civile francese si rafforzarono nel 1796, quando i due ufficiali Rigaud e Villatte, rappresentanti del ceto dei proprietari di colore che puntava alla leadership della colonia, tramarono contro il generale Laveux (comandante delle forze francesi). L'intervento di Toussaint e delle sue truppe salvò Laveux ed il controllo francese sull'isola. Dall'aprile di quell'anno Toussaint fu nominato luogotenente governatore.
A questo punto, però, divenne chiaro che Toussaint non mirava ad una mera politica di acquiescenza nei confronti delle autorità francesi.
Egli riteneva che un futuro di libertà per gli ex schiavi neri sarebbe stato garantito solo in una condizione di autogoverno. Questa persuasione è la chiave di tutte le sue scelte.
Aveva ragione: nel giro di pochi anni sarebbe maturato il programma napoleonico di ristabilimento della schiavitù e già all'epoca del Direttorio stavano cambiando gli orientamenti prevalsi alla Convenzione in materia di schiavitù. Di fronte a tale ipotesi, nel '97, Toussaint fu esplicito nell'annunciare ai rappresentanti francesi che un ritorno al vecchio asservimento avrebbe visto gli ex schiavi difendere la libertà conquistata.

La sua posizione è espressa perfettamente nella seguente affermazione: 
Inoltre, contro il punto di vista francese, che sembrava fermo a una visione restrittiva dei vincoli coloniali per l'isola, guardava alla prospettiva della libertà di commercio ed aveva avviato in questo senso dei contatti con la Gran Bretagna e gli Stati Uniti.
Dopo uno scontro su quest'ultimo e su altri punti, il 27 agosto 1797, con un gesto clamoroso, costrinse Sonthonax a ritornare in Francia; pur continuando a professare lealtà nei confronti della Repubblica Francese, voleva essere il più possibile padrone della situazione.
Il suo governo sull'isola, ora, non aveva rivali. Seguirono, comunque, anni difficili. Agenti francesi istigarono contro Toussaint l'ancora potente classe della gens de coleur che – di nuovo sotto la guida di Rigaud – si ribellò. Scoppiò un conflitto (la guerra dei coltelli, dal 19 giugno 1799 a marzo 1800). Toussaint si dovette servire (per sottomettere la parte meridionale dell'isola) dell'aiuto di Jean-Jacques Dessalines, un uomo di grandi capacità militari, ma di cui conosceva la brutalità. Infine mantenne il controllo, ma il bilancio fu grave, anche se le cifre delle perdite rimangono indeterminate.
Assicuratosi della fuga di Rigaud, promulgò un'amnistia generale nei confronti degli insorti.
Sembrava arrivato il momento di dedicarsi alla parte costruttiva del lavoro: il risanamento economico e la pacificazione sociale di un paese devastato da conflitti quasi decennali, ma in Francia si stavano prendendo decisioni che avrebbero stroncato l'esperimento.

### Napoleone ristabilisce la schiavitù
Con il colpo di Stato del 18 brumaio (9 novembre 1799) giungeva al potere Napoleone Bonaparte.
Bonaparte era legato in più modi agli interessi dei piantatori delle colonie (la sua stessa prima moglie Giuseppina di Beauharnais apparteneva a una famiglia di proprietari della Martinica), e ricevette da essi appoggi per la sua ascesa. Era prevedibile un assalto all'autonomia della Saint-Domingue nera e il ristabilimento in essa e nelle altre colonie della schiavitù abolita dalla Convenzione.
Napoleone, inoltre, sapeva bene che l'anomalia del governo di Toussaint e della repubblica degli schiavi liberati era intollerabile anche dal punto di vista delle altre potenze schiavistiche dell'epoca, ed era percepita come un focolaio pericoloso di contagio.
Il ristabilimento della schiavitù venne deciso il 19 aprile del 1801 e sanzionato ufficialmente il 10 maggio 1802.
Nell'isola della Martinica, in pratica, gli schiavi non avevano conosciuto la liberazione: subito dopo il decreto della Convenzione, infatti, l'isola era stata conquistata dagli inglesi, che lo avevano annullato (30 marzo 1794).
Nella Guadalupa ci fu una resistenza dei soldati di colore (già inseriti, dal 1793, nelle truppe francesi) al generale Lacrosse, che aveva ordinato loro di deporre le armi, ed al nuovo corpo di spedizione inviato da oltreoceano (1802). Gli ufficiali di colore Ignace e Delgres, con le loro truppe, combatterono fino all'ultimo.

Il 10 maggio, ormai sicuro della sconfitta, Delgrès scrisse un proclama «all'universo intero» da cui sono tratte le seguenti righe: 
Il 28 maggio i 300 combattenti superstiti diedero fuoco alle polveri del loro fortilizio e morirono tutti piuttosto che arrendersi.
Il 16 luglio un decreto del governo stabiliva, in riferimento alla colonia della Guadalupa, anche la soppressione della parità dei diritti per la popolazione di colore libera, riservando la cittadinanza francese ai soli bianchi (vedine alcuni stralci in appendice).

### Sconfitta e morte di Toussaint. Sconfitta della spedizione napoleonica. Indipendenza di Haiti
Nel 1801 Toussaint aveva redatto una costituzione autonoma per l'isola, sulla quale si riservava la dittatura a vita e la nomina del successore. Negli anni trascorsi dall'estromissione di Sonthonax non aveva cessato di sperare in un patto che riservasse l'autonomia della (ex) colonia in un contesto di rapporti privilegiati con la Francia e di formale sovranità francese. Anche questa volta sperò che Napoleone approvasse la Costituzione autonomistica.
Dall'anno precedente aveva avviato un piano per la ripresa economica. Aveva fissato per cinque anni una fase transitoria nella quale i lavoratori neri non più schiavi avrebbero lavorato nelle piantagioni, compensati con un quarto del prodotto lordo. Si era impegnato a garantire la sicurezza e le proprietà dei coloni bianchi che fossero rimasti (o anche rientrati) nell'isola. Pensava che per il futuro del paese si dovesse costruire una nuova convivenza tra i gruppi che si erano scontrati nella fase rivoluzionaria.
Fu molto severo nel reprimere i tentativi di ulteriore rivolta e tutto ciò che era volontà di forzare le tappe nello sviluppo dei rapporti economici; riteneva che senza un duro lavoro l'isola non sarebbe mai arrivata a quella prosperità senza la quale era impensabile la libertà. Finì per stabilire il lavoro forzato, con punizioni a quanti vi si sottraevano.
Giunse anche a condannare a morte il proprio nipote e compagno d'armi Moïse, accusato di essersi posto a capo delle proteste dei braccianti e di aver tramato un'insurrezione (22–23 settembre 1801).

Questi ultimi fatti e le caratteristiche autoritarie della Costituzione mostrano il limite della sua visione politica e il rischio che stava correndo di perdere il contatto con le aspirazioni di quelle masse che lo avevano seguito negli anni della Rivoluzione. Sarebbero, però, giudicati ingenerosamente se non si tenesse conto delle difficoltà davvero estreme di quella convivenza che Toussaint cercava di garantire.
Napoleone inviò nell'isola un esercito di c/a 20.000 uomini sotto il comando del cognato, il generale Victor Emanuel Leclerc. Si trattava della maggiore spedizione militare per mare dell'intera storia della Francia. I preparativi erano potuti iniziare solo alla fine del 1801, in seguito alla tregua con l'Inghilterra (che avrebbe portato alla pace di Amiens, marzo 1802).
Dopo un tentativo di resistenza, di fronte a forze che apparivano soverchianti, Toussaint cedette, e dichiarò di volersi ritirare a vita privata. La cosa era poco credibile, e – d'altra parte – Napoleone aveva fin dall'inizio previsto il suo arresto, che fu attuato con l'inganno (7 giugno 1802). Toussaint reclamò inutilmente il diritto a difendersi in un giusto processo; venne incarcerato in un forte sui monti del Giura, dove morì meno di un anno dopo (7 aprile 1803), affranto dalla sconfitta e logorato (era ormai sessantenne) dalla durezza delle condizioni carcerarie.
Il trattamento riservato a Toussaint e le notizie provenienti dalle altre colonie rivelarono che i francesi volevano imporre il ritorno integrale alle condizioni del passato. I luogotenenti Dessalines e Christophe si appellarono alle masse degli ex schiavi per la resistenza e la difesa della propria libertà. Scoppiò una guerra che durò fino a tutto il 1803, con terribili eccessi da entrambe le parti (alla fine prese, praticamente, l'aspetto di guerra di reciproco sterminio razziale).
Nella primavera del 1803 le truppe francesi – già in difficoltà – furono decimate dalle febbri gialle, tipiche del clima tropicale (ne era morto a novembre dell'anno precedente lo stesso Leclerc). Da allora in avanti furono in ritirata, fino a conservare la sola città di Le Cap, dalla quale abbandonarono l'isola con la residua popolazione bianca, alla volta di Cuba, durante una tregua.
Il 1º gennaio del 1804 veniva dichiarata l'indipendenza di Haiti (si ripristinava anche l'antico nome dell'isola).
Non era pensabile un tentativo francese di riconquista: tra l'altro erano già riprese le guerre europee di Napoleone, con nuove ostilità verso l'Inghilterra. Non erano più disponibili forze da dedicare a una preda così intrattabile.
Nessuna delle nazioni europee era disponibile a riconoscere una repubblica di ex schiavi neri liberati. Ciò valeva anche per gli Stati Uniti. L'avvio della vita autonoma di Haiti era perciò difficile, perché riduceva le possibilità di partnership commerciale sulle quali si sarebbe dovuto basare lo sviluppo economico dell'isola.
Anche le vicende politiche interne furono tormentate da divisioni e lotte per il potere.
La libertà di Haiti farà comunque da battistrada al processo di liberazione delle colonie sudamericane. Il presidente haitiano Pétion (in carica dal 1810 al 1818) fornirà asilo e aiuto a Simón Bolívar per la sua campagna rivoluzionaria nel Sud America.
Assieme alla schiavitù Napoleone aveva ristabilito anche la tratta. L'abolirà nuovamente durante i “cento giorni” (1815), con leggero anticipo rispetto al Congresso di Vienna.
Nelle colonie francesi la schiavitù durerà ancora fino al 1848, anno nel quale sarà abolita dalla rivoluzione democratica di febbraio.

## Appendice documentaria

### DalleMemoriedell'abbéGrégoire: Gli scopi dellaSociété des Amis des Noirs
Ma era tale, nelle colonie, la depravazione dei costumi e la perversione di ogni sana idea, che tutte le virtù, tutti i talenti posseduti da un nero o da un meticcio non gli avrebbero potuto ottenere la partecipazione a quei vantaggi di cui la casta europea si arrogava l'esclusiva. Un colono sarebbe arrossito all'idea di avere per moglie una donna nera, pur non vergognandosi affatto di averla come concubina. Perfino in chiesa e alla comunione, dove tutto dovrebbe richiamare all'eguaglianza, il bianco avrebbe rifiutato di sedere vicino ad uno schiavo.

Per organizzare le tappe della discussione che volevamo aprire alla Costituente mi incontrai con La Fayette, Mirabeau e Condorcet, a casa del duca di La Rochefoucauld […]; eravamo tutti membri dell'Assemblea Costituente, ad eccezione di Condorcet, che condivideva i nostri principi e li aveva esposti in un libretto pubblicato con lo pseudonimo di Schwartz.

Fummo d'avviso unanime che i neri ed i mulatti liberi dovevano essere assimilati ai bianchi riguardo ai diritti sia civili sia politici; quanto agli schiavi non si doveva affrettarne l'emancipazione, ma bisognava portarli gradualmente ai vantaggi della società civile: così pensavano Brissot, Waldstrom, Pétion, Lanthenas ecc., e tutta la Società degli Amici dei Neri, di cui ero esponente. Tali idee erano condivise anche dai signori Wilberforce, Barlow, Fox, Clarkson, Thorneton e Granville Sharpe, coi quali stringemmo dei contatti, come pure dalle società stabilite negli Stati Uniti per il miglioramento delle condizioni dei neri, che mi inviavano annualmente i verbali delle loro riunioni alla sede centrale di Filadelfia.

Da ciò si capisce come l'emancipazione improvvisa decretata il 16 Piovoso dell'anno II [4 febbraio 1794] su proposta di Levasseur ci sia apparsa una misura disastrosa: era, in politica, ciò che in fisica è l'eruzione di un vulcano […]

Da dove provengono i mali che affliggono le Antille? Dall'opera vostra, coloni, e voi ne siete le infelici vittime. Se, in accordo con l'Assemblea Nazionale, aveste partecipato ad un miglioramento progressivo delle sorti degli schiavi, il corso degli eventi avrebbe portato senza scosse ad un ordine di cose più giusto e più conforme ai vostri interessi.

Ma cosa fecero i coloni quando venne emanato il decreto del 15 maggio 1790? Intrigarono presso il governo per impedire la trasmissione di quella legge alle colonie, pretendendo di nasconderla alla conoscenza dei neri di quelle regioni, dopo averne elettrizzato i sentimenti inalberando la coccarda tricolore e ripetendo canti di libertà che, risuonando nelle loro orecchie, facevano trasalire il loro cuore.
I coloni riuscirono ad ottenere dei decreti che proibivano l'imbarco verso le Antille di tutti i neri o meticci che si trovassero allora in Francia. Il consiglio sovrano della Martinica ebbe la sfrontatezza di condannare a cinque anni di galera lo sfortunato Nadan, per la colpa di aver diffuso in quell'isola uno dei miei scritti […]

L'odio per la tirannia aveva profondamente irritato il giovane Vincent Ogé, mulatto dotato di eccellenti qualità. In cinquanta libelli calunniosi sono stato accusato di averlo istigato. La verità è che cercai di dissuaderlo dal suo progetto, che egli mi aveva per tempo confidato; gliene predissi il fallimento, e che di questa impresa sarebbe stato vittima: così è accaduto. Ogé fu suppliziato alla ruota; il suo crimine è stato quello di tutti gli uomini amanti della libertà.»
Si omette un passo nel quale Grégoire espone e giustifica il significato dei propri rapporti politici con Toussaint Louverture.

### Decreti

#### Decreto del 4 febbraio 1794 [16 Piovoso, Anno II]
N° 2262
DELLA CONVENZIONE NAZIONALE
del giorno 16 Piovoso, anno secondo della Repubblica Francese
una e indivisibile,
che abolisce la Schiavitù dei Negri nelle Colonie
La Convenzione Nazionale dichiara che la schiavitù dei Negri in tutte le Colonie è abolita; di conseguenza decreta che gli uomini, senza distinzione di colore, domiciliati nelle Colonie sono cittadini francesi e godranno di tutti i diritti assicurati dalla costituzione.
Rinvia al Comitato di Salute Pubblica, affinché si faccia immediato rapporto sulle misure da adottare per assicurare l'esecuzione del presente decreto.
Visto dagli Ispettori. Firmato Auger, Cordier & S.E. Monnel. […]»
(Decreto del 4 febbraio 1794 [16 Piovoso, Anno II])

#### Decreto del 16 luglio 1802 sulla soppressione dei diritti agli uomini di colore nella colonia della Guadalupa
Considerato che le colonie non sono altro che degli insediamenti costituiti dagli Europei, che vi hanno portato dei Neri, in qualità dei soli individui adatti allo sfruttamento di questi paesi,
e che tra queste due classi fondamentali dei Coloni e dei loro Neri si sono formate delle razze di sangue misto, sempre distinte dai Bianchi che hanno fondato gli insediamenti; […]

Considerato che i benefici accordati dalla madrepatria […] non sono serviti che a snaturare tutti gli elementi della vita coloniale ed a portare alla cospirazione generale che è esplosa in questa colonia (Guadalupa) contro i Bianchi e le truppe inviate sotto gli ordini del Governo Consolare,

tanto che le altre colonie – sottomesse ad un regime domestico e paterno – offrono il quadro di un benessere di tutte le classi, in contrasto con il vagabondaggio, l'ozio, la miseria e tutti i mali che hanno colpito questa (Guadalupa) e soprattutto i Neri abbandonati a sé stessi; […]
si decreta

Articolo I – Fino a che non ci saranno ordini contrari, il titolo di Cittadino Francese non sarà portato, in questa Colonia e nelle sue dipendenze, che dai Bianchi. Nessun altro individuo potrà prendere questo titolo né esercitare le funzioni o gli impieghi ad esso associati. […]»
(Decreto del 16 luglio 1802 sulla soppressione dei diritti agli uomini di colore nella colonia della Guadalupa)